# Terra indominicata
La terra indominicata (también manso indominicato) es un término procedente del latín para designar a las tierras del ager cedidas por el señor en arrendamiento a campesinos siervos o colonos a cambio de una renta.
Para estos terrenos agrarios de explotación indirecta, que el señor o propietario cedía a colonos y arrendatarios, se podían establecer diferentes tipos de contratos con el objetivo de obtener rentas de sus posesiones.

## Historia
Cuando ya durante el Imperio romano empezó a experimentar las invasiones bárbaras y se llegaron a acuerdos para aliarse como foederati o para incrementar sus auxilia, en un momento determinado, sus familias llegaron a establecerse en los latifundios de los territorios dentro de los limes del Imperio mediante el sistema de hospitalitas. Codificada por el emperador Arcadio en el 396, el dueño de una finca debía proveer comida y cobijo a los soldados acuartelados, y a su vez se prohibía el abuso de la requisa por parte de los soldados, pero también les quitaba el derecho de litigar contra el señor y el colono podía ser llamado al servicio militar.
Posteriormente, se acordó el reparto de tierras y casas, según las zonas y tipo de explotación que se dio en tierras donde se establecieron los bárbaros que llegaron a tener tratados con Roma como los burgundios, ostrogodos y visigodos. La lex Burgundionum de 517 establecía que las tierras cultivables del latifundio se repartieran en lotes llamados sortes gothorum o tertia romanorum, de tal manera que los hospes (huéspedes bárbaros tributarii) tenían derecho a 2/3 de la terra indominicata, a cambio de una renta, y 1/3 de la terra dominicata, que era la que el dominus controlaba directamente y cultivaba mediante sus propios siervos y colonos. Los pastos, bosques, zonas no cultivadas se repartía al 50% entre el propietario y los hospes.
El mundo rural en Europa hasta principios del siglo XI, difería poco del existente al final del Bajo Imperio romano basado en el sistema de villas romanas con grandes latifundios con la curtis ("corte") o casa fuerte del señor como centro de explotación, con almacenes, molinos y dependencias anejas para sus servidores. El señor sigue controlando la terra dominicata cultivada por sus siervos y también por los campesinos que poseían tierras (mansos) arrendadas en usufructo dentro de la terra indominicata y que estaban obligados a trabajar la tierra directa del señor durante determinados días, lo que se denomina corvea.
Cuando el latifundio se consolida y a las rentas obtenidas por la explotación de la terra indominicata se le añaden derechos de justicia y sociales sobre los hombres que habitan sus tierras, las tierras del señor pasan a convertirse en un señorío y se consolida un sistema señorial.
La estructura territorial de España, principalmente desde el siglo XI dio lugar a grandes señoríos y latifundios, sobre todo debido a la debilidad de los poderes reales y la división de su territorio entre los nobles. Los señoríos quedan, dependiendo de quién es el señor, establecidos en realengos, abadengos y solariegos. Por la terra indominicata, el señor recibía el pago de un censo bajo un contrato conocido con el nombre de prestimonio (préstamo). En Castilla y León, los señores frecuentemente cedían el cultivo de heredades a familias de campesinos cercanos al señorío con lo que se hacían cargo tanto de tierras ajenas como propias. Estas heredades de Castilla y León, cultivadas por familias y transmitidas por herencia, y que luego pasarían a denominarse solares, eran similares al manso, en la corona de Aragón.